# Никчевич, Небойша
Небойша Никчевич (род. 20 февраля 1965) — черногорский шахматист, гроссмейстер (1997).
В составе сборной Черногории участник 41-й Олимпиады (2014) и 19-го командного чемпионата Европы (2013).

## Изменения рейтинга
| Графики недоступны из-за технических проблем. См. информацию на Фабрикаторе и на mediawiki.org. |